# Board of Economic Warfare
O Office of Administrator of Export Control (também conhecido como Export Control Administration) foi estabelecido nos Estados Unidos pela Proclamação Presidencial 2413, de 2 de julho de 1940, para administrar as disposições de licenciamento de exportação da lei de 2 de julho de 1940 (54 Stat. 714). O brigadeiro-general Russell Lamont Maxwell, do Exército dos Estados Unidos, chefiou essa entidade militar. Foi abolido pela Ordem Executiva Presidencial 8900, de 15 de setembro de 1941, e suas funções foram transferidas para o Economic Defense Board, que havia sido estabelecido pela Ordem Executiva Presidencial 8839, de 30 de julho de 1941, para desenvolver políticas e programas para fortalecer a economia internacional dos EUA. relações. O nome foi alterado para Board of Economic Warfare pela Ordem Executiva Presidencial 8982, de 17 de dezembro de 1941. Por sua vez, foi abolida pela Ordem Executiva 9361, de 15 de julho de 1943, e as funções foram transferidas para o recém-criado Office of Economic Warfare, OEM, que também assumiu o controle da US Commercial Company, Rubber Development Corporation, Petroleum Reserves Corporation e Export-Import Bank of Washington da Reconstruction Finance Corporation. Consolidado na Administração Econômica Estrangeira, 1943.

## Henry A. Wallace
O vice-presidente Henry A. Wallace presidiu o Conselho de Defesa Econômica, o Conselho de Prioridades e Alocações de Suprimentos e o Conselho de Guerra Econômica como membro do "gabinete de guerra" secreto do presidente Roosevelt.
Dividido em um Escritório de Importações, Escritório de Exportações e Escritório de Análise de Guerra, o Board of Economic Warfare (BEW) apoiou o esforço de guerra dos Aliados através da aquisição de recursos estratégicos. Como presidente, Wallace se liberou para lidar com questões políticas de longo prazo delegando a gestão diária do BEW a Milo Perkins, um associado do Departamento de Agricultura. Como muitos conselhos especiais criados pelo presidente Roosevelt, o BEW teve sua parcela de brigas interdepartamentais, rivalidades e conflitos de autoridade.
Quando Roosevelt assinou uma ordem executiva em abril de 1942 permitindo que o BEW negociasse contratos com governos estrangeiros, o secretário de Estado Cordell Hull viu isso como uma tentativa de criar um segundo Departamento de Estado. Wallace estava convencido de que a oferta de borracha na América Latina poderia ser aumentada se os padrões de vida dos seringueiros daquela região fossem aumentados para reduzir a incidência de desnutrição crônica e malária. Ele tentou forçar contratos negociados para fornecer melhorias na infraestrutura latino-americana, com os Estados Unidos financiando metade do custo desses programas. A aquisição de autoridade executiva por Wallace foi impopular entre as bases no Congresso, e a maioria dos membros apoiou Hull, um ex-senador, em seus ataques ao BEW e seu presidente.
A controvérsia BEW culminou em fevereiro de 1943, quando Wallace tentou colocar a autoridade de compra da Reconstruction Finance Corporation (RFC) sob a jurisdição da BEW. O secretário de Comércio Jesse Jones denunciou a ação de Wallace. Quando Wallace retaliou acusando Jones de atrasar os embarques de quinino para fuzileiros navais morrendo de malária, o imbróglio tornou-se quente demais para Roosevelt ignorar. O vice-presidente em apuros escreveu ao presidente, pedindo uma justificação completa por suas ações no assunto ou alívio de seus deveres como presidente do BEW. Roosevelt respondeu em 15 de julho de 1943, dissolvendo o BEW e reconstituindo sua função sob uma nova Administração Econômica Estrangeira, chefiada por Leo Crowley, um conhecido defensor de Jones.